# Liptovské Matiašovce
Liptovské Matiašovce (maďarsky Mattyasóc) jsou obec na Slovensku v okrese Liptovský Mikuláš. Žije v nich 321 obyvatel. První písemná zmínka o vesnici pochází z roku 1416. V obci stojí římskokatolický kostel svatého Ladislava ze 17. století. Do správního území obce zasahuje část národní přírodní rezervace Suchá dolina.